# Moonwalk
Pour l'autobiographie de Michael Jackson, voir Moonwalk (livre).

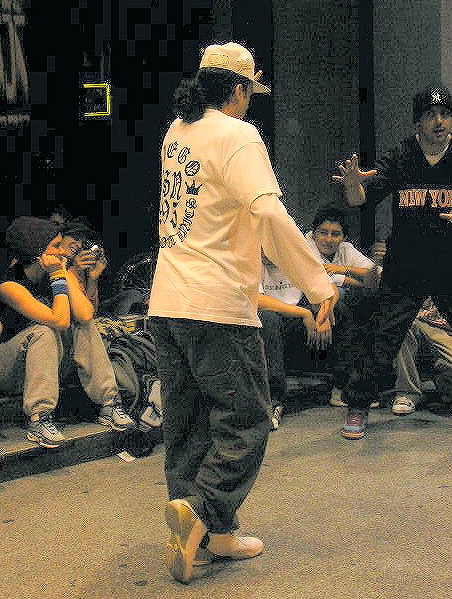
Un danseur de rue à Madrid exécutant le moonwalk.

Le « moonwalk » (de l'anglais « Moon », qui désigne la Lune, et « walk », la marche), appelé aussi « back-slide », (soit « rétro-glissade »), est un mouvement de danse du style breakdance consistant en un pas glissé vers l'arrière, que l'on peut faire remonter à Cab Calloway en 1932, massivement popularisé dès le 16 mai 1983 par Michael Jackson à qui il est indissociablement lié dans la pensée populaire.

## Description

Démonstration du « moonwalk ».

Dans ce mouvement de danse, le danseur se déplace à reculons tout en créant l'illusion par ses mouvements corporels qu'il est en train de marcher vers l'avant.
La technique de mouvement utilisée pour donner l'illusion de la marche en avant était déjà utilisée par des mimes, tel que Marcel Marceau dans ce qu'il appelait « la marche contre le vent », et avant lui par Jean-Louis Barrault dans Les Enfants du paradis (1945). Cette dernière restait cependant statique, et le « moonwalk » a donc consisté à ajouter un déplacement vers l'arrière renforçant l'irréalité du mouvement.
Ce pas, bien que d'apparence simple, se révèle d'exécution plutôt difficile. En effet, même si les mouvements principaux sont réalisés, la différence entre une version réussie et une quelconque peut se révéler de l'ordre du détail pour le profane : quelques subtils mouvements de corps comme la tête ou les bras ou la vitesse d'enchaînement et la distance entre chaque pas.
D'autres éléments extérieurs influent sur la qualité du mouvement tel que les chaussures et le sol (de préférence lisse et légèrement glissant).

## Origines
Le moonwalk aurait pour origine un travail d'Étienne Decroux. Ce dernier a travaillé sur les différentes actions que produit le corps humain (il a séparé la tête, le tronc, les mains, etc.). Durant trois semaines, il crée, avec l'artiste Jean-Louis Barrault, un modèle de la marche humaine. Ce modèle a été ensuite enseigné à Marcel Marceau (élève d’Étienne Decroux).
À la même période, on peut voir les prémices du mouvement dansé, par les chanteurs Cab Calloway et James Brown ou le danseur Fred Astaire. On voit une scène de moonwalk dansée par Charlie Chaplin dans le film Les Temps modernes 
Le mouvement a été popularisé par Michael Jackson, qui n'a jamais prétendu avoir inventé ce pas de danse. Il l'a intégré dans sa chorégraphie, avec quelques variantes et a créé des pas dérivés (moonwalk en cercle, en carré, sidewalk, etc.). Il s'exprime à ce sujet dans son autobiographie Moonwalk :

« C'était un pas de breakdance très sautillant, que les enfants noirs avaient inventé sur les trottoirs des ghettos. Alors, je me suis dit : « Je vais l’essayer ». Et ça a marché. Trois gamins me l'ont appris. Ils m’ont appris la base, et je me suis entraîné tout seul. »

Il apporte une précision sur cette rencontre lors d’une interview exclusive au révérend Jesse Jackson lors de son émission Keep Hope Alive sur WGRB (28 mars 2005) :

« Je traversais Harlem en voiture vers la fin des années 70, début des années 80, et je voyais ces enfants qui dansaient dans la rue, notamment un qui glissait en arrière, il faisait ce que j'appelle une danse à illusion. J'ai gardé ce pas en mémoire visuellement, je suis monté dans ma chambre à Encino et je me suis mis à le reproduire, à danser, à créer, à le perfectionner. »

Il a vraisemblablement perfectionné ce mouvement auprès de Jeffrey Daniel, chorégraphe du spectacle Motown 25.

## Popularisation
Le moonwalk a été exécuté pour la première fois en public par Bill Bailey durant une représentation de claquettes en 1955, puis par Jeffrey Daniel du groupe Shalamar lors de l'émission britannique Top of the Pops en juin 1982.
Mais c'est la prestation de Michael Jackson lors de l'émission Motown 25: Yesterday, Today, Forever (célébrant le vingt-cinquième anniversaire de la Motown), diffusée sur NBC le 16 mai 1983, qui marqua le début de la popularisation du pas de danse, exécuté par Michael Jackson sur le titre Billie Jean, ce 
qui suscitera des hurlements enthousiastes et spontanés de la part du public.
Le groupe Break Machine réalise aussi des pas de moonwalk dans le clip de leur chanson Street-Dance en 1984.

## Dans le monde animal.
Chez le Manakin à cuisses jaunes (Pipra mentalis), une espèce d’oiseaux de la famille des Pipridés, le mâle réalise une parade nuptiale proche du moonwalk.

## Dans la culture populaire

### Cinéma
- Dans Flashdance (1983), à leur retour de la laverie automatique, l'héroïne Alex et une amie croisent dans la rue un enfant et des ados qui font des enchaînements de breakdance[5], démonstration assurée par Mr. Freeze et la troupe Rock Steady Crew[6] ; on voit un mouvement de backslide, même s'il ne dure que trois secondes.
- Dans sa vidéo « éducative » Be Somebody... or Be Somebody's Fool! (en) sortie en 1984, le personnage de Mister T. tente laborieusement d'apprendre les rudiments du breakdance avec une jeune danseuse de rue ; il lui fait notamment la démonstration du backslide et en décompose brièvement la mécanique.
- Dans Le Triomphe de Babar (1989), Zéphir exécute ce pas de danse.
- Dans Retour vers le futur 3 (1990), le personnage de Marty McFly exécute le moonwalk quand Bufford « Molosse » Tannen lui tire dessus devant ses jambes en lui disant « Danse ! »
- Dans Kuzco, l'empereur mégalo (2000), Kuzco tourne sur lui-même (comme Michael Jackson) et fait un moonwalk.
- Dans Shrek 2  (2004), lors du générique de fin, Pinocchio exécute un court moonwalk.
- Dans Astérix et les Vikings (2006), lorsque Goudurix est avec les Vikings et danse avec Abba, il exécute quelques pas de danse de Michael Jackson dont le moonwalk.
- Dans Agathe Cléry (2008), Valérie Lemercier danse comme Michael Jackson et exécute le moonwalk.
- Dans Toy Story 3 (2010), Ken exécute un moonwalk lors de son défilé de mode.
- Dans Les Chimpanzés de l'espace 2 (2010), un scientifique danse comme Michael Jackson et fait un court moonwalk devant Zartog.
- Dans De l'autre côté du périph (2012), Ousmane (Omar Sy) exécute un moonwalk sur le parquet d'un hôtel parisien.
- Dans Moi, moche et méchant 3 (2017), Balthazar Bratt exécute un moonwalk sur l'eau, au son du titre « Bad » de Michael Jackson.
- Dans Paranormal Activity: Next of Kin (2021), Dale fait référence à cette danse ainsi qu’à Michael Jackson à une communauté Amish.
- Dans D'Artagnan et les trois mousquetaires, le dessin animé (2021), Pic la souris et le valet de D'Artagnan fint le moonwalk et le spin de Michael Jackson à plusieurs reprises dans quelques scènes.

### Télévision
- Dans une émission de l'ORTF, le 16 décembre 1965, Marcel Amont en chantant Moi, le clown effectue des pas de moonwalk.
- Dans la série animée Les Simpson (saison 3, épisode 1, Mon pote Michael Jackson, 1991), un personnage dénommé Leon Kompowsky, interné dans un hôpital psychiatrique, croit qu'il est Michael Jackson (c'est effectivement le chanteur qui lui prête sa voix) et tente d'apprendre à Homer comment faire le moonwalk.
- Dans la série d'animation Bob l'éponge (épisode Bienvenue à bord), Bob réalise un bref moonwalk.
- Dans la série d'animation Corneil et Bernie (épisode Jungle Panic), on voit Corneil intimider ses concurrents en faisant le moonwalk (Corneil est un chien doté d'une intelligence très développée, qui parle).
- Dans un bêtisier de la série Un gars, une fille à Hong-Kong, Jean exécute un court moonwalk.
- Dans un épisode de la série Code Quantum, Scott Bakula apprend le moonwalk à Michael Jackson sans le savoir alors que ce dernier est enfant (l'action se déroule en 1961).
- Dans la série Ned ou Comment survivre aux études (épisode Les Bagarreurs), Cookie exécute ce pas de danse.
- Dans la série One Piece Jango, serviteur du capitaine Crow, est un ancien danseur itinérant dansant le moonwalk à la perfection.
- Dans la série Malcolm, Hal exécute le moonwalk alors qu'il est au téléphone.
- Dans la série Lego Ninjago, Cole fait un moonwalk en étant seul sur une scène.

### Jeu vidéo
- Dans Coupe du monde de la FIFA : Afrique du Sud 2010, le moonwalk est disponible en célébration après un but marqué.

### Musique
- Dans la chanson Hiro (2010), le rappeur Soprano dit que s'il pouvait remonter dans le temps, il se rendrait au spectacle Motown 25: Yesterday, Today, Forever pour revivre l'instant où Michael Jackson effectue son moonwalk.

### Cabaret
- Dans le spectacle d'Élie et Dieudonné Une certaine idée de la France (L'avis des Bêtes) (1994), Dieudonné exécute ce pas lors du sketch « Clip du grand Kent Master King "Nuclear Spirit Man" ».

## Divers
- Moonwalk est le titre donné à l'autobiographie de Michael Jackson sortie en 1988.
- Le chapeau porté par Michael Jackson lors de son premier moonwalk a été vendu en septembre 2023 pour 77 640 euros aux enchères[7].